# Tunapuicito (paroisse civile)
Pour les articles homonymes, voir Tunapuicito.
Tunapuicito est l'une des six paroisses civiles de la municipalité de Benítez dans l'État de Sucre au Venezuela. Sa capitale est Tunapuicito.